# Peah
Peah (en hebreu: מסכת פאה) és el segon tractat del séder (ordre) Zeraïm ("llavors") de la Mixnà i el Talmud. Aquest tractat comença amb la discussió de temes relacionats amb l'agricultura, l'enfocament principal d'aquest ordre de la Mixnà. El tractat discuteix les lleis dels donatius per als pobres, quan un camperol cull el seu camp, les seves vinyes, o els seus arbres, seguint els preceptes de la Llei jueva.
El tractat també tracta sobre les lleis referents a donar caritat en general. El tractat es diu Peah (cantonada) perquè la primera part del tractat tracta sobre les lleis de Peah, mentre que la part restant del tractat es tracta sobre varis temes relacionats.
Aquest tractat discuteix els donatius que s'han de lliurar als pobres, quan es cullen els camps, els vinyers o els arbres, i les lleis referents a la caritat en general. Hi ha sis categories d'obligacions que es discuteixen en el tractat, que són les següents:
Peah: és la porció de la collita que ha de quedar en peus per als pobres, d'acord amb Levític 19:9 i Levític 23:22.
Leket: són les espigues de gra que van caure de la mà de la segadora o de la falç mentre es recol·lectava el gra durant la collita, com es descriu a Levític 19:9 i Levític 23:22.
Shichchah: són les gabelles deixades i oblidades en el camp mentre la collita és portada a l'era, així com els productes adjunts passats per alt pels recol·lectors, com es descriu a Deuteronomi 24:19.
Olelot: són els rams inmadurs dels raïms, com a Levític 19:10 i Deuteronomi 24:21.
Peret: són els raïms que cauen dels seus rams mentre són arrencats de la vinya, com a Levític 19:10.
Maaser ani: és el delme per als pobres, té lloc cada tercer i sisè any del cicle del delme, com a Deuteronomi 14:28-29 i Deuteronomi 26:12-13.
Existeixen diverses ofrenes per als pobres del camp; hi ha quatre ofrenes que provenen de la vinya: Peah, Shichchah, Peret, i Olelot; i dues ofrenes que provenen dels arbres: Peah i Shichchah. Aquests donatius s'han de lliurar tots els anys, a més, en el tercer i sisè any del cicle de la Shmità, el camperol ha de reservar el Maaser ani, el delme per als pobres.